# Agent de sécurité incendie certifié

En France, un agent de sécurité incendie certifié est un agent de sécurité (code ROME K2503) chargé de la prévention incendie dans un établissement répertorié exigeant l’intervention des secours extérieurs avec des moyens adaptés. Les bâtiments concernés sont les établissements recevant du public (ERP) et les immeubles de grande hauteur (IGH) ainsi que des sites industriels. L'arrêté du 2 mai 2005 remplace les agents ERP et IGH en SSIAP 1, 2 et 3 (Service de sécurité incendie et d'assistance à personnes).

## Missions
La mission principale de l'agent de sécurité incendie certifié est d'effectuer des rondes techniques et préventives, de veiller au respect de la réglementation et au bon fonctionnement comme à l’entretien du matériel et des moyens de secours et à y recenser les dysfonctionnements identifiés et d'effectuer ou participer aux interventions sanitaires et de lutte contre l’incendie.

### Actions de bienveillance
- l'accueil des secours,
- l'évacuation rapide des occupants,
- la prévention incendie,
- l'accueil de la commission de sécurité,
- la vérification du matériel et des équipements,
- la veille à la sécurité incendie,
- le contrôle des installations de sécurité,
- la tenue à jour du registre de sécurité
- la sécurité du travail : documents, matériels, outils, dégagements des voies et accès
- la sensibilisation voire la formation incendie des personnels et des usagers
- la prévention et la sécurité environnementale.

### Interventions (suivant les protocoles et les moyens mis à sa disposition)
- effectifs de lutte contre les feux et les incendies,
- effectifs de secours et d'assistance,
- divers : luttes contre la pollution, prises en charge d'un animal errant, intempéries, fuites... .

Des sites industriels peuvent avoir recours pour les mêmes missions citées ci-dessus à des agents SSIAP ou à des agents de prévention et de protection incendie en milieu industriel (APPIMI).
Les effectifs d'agents de sécurité incendie certifiés sur un site peuvent être d'une personne à la constitution d'unités. Les moyens et équipements de ces personnes peuvent être très variables : des plus élémentaires jusqu'à des moyens et équipements proches des secours publics. 
Les agents de sécurité incendie certifiés peuvent, comme tous les agents de sécurité, dépendre soit de l'entité publique ou privée qui les emploie soit d'une entreprise de sous-traitance de sécurité privée.